# Argis
Argis è un comune francese di 428 abitanti situato nel dipartimento dell'Ain della regione dell'Alvernia-Rodano-Alpi.

## Storia

### Simboli
seminata di stelle del campo.»

## Società

### Evoluzione demografica
Abitanti censiti